# Jan Maria Kłoczowski
 (octobre 2018).
Jan Maria Kłoczowski (né le 26 décembre 1960 à Lublin) est traducteur de littérature française et poète, auteur notamment de deux volumes de poésie : Pomiędzy (publié aux éditions Werset en 2001) et Oczy czasu (publié aux éditions Werset en 2007).

## Biographie
Fils de Jerzy Kłoczowski, il est diplômé du lycée Zamojski à Lublin où il a également étudié le violon à l’école de musique. Étudiant à l'Université Catholique de Lublin (où il a suivi les cours de Władysław Bartoszewski entre autres, dont il est le dernier étudiant diplômé en date), Jan Maria Kłoczowski valide un cursus en Histoire en 1985.
De 1988 à 1993, il s’illustre comme acteur sur la scène du théâtre Provisorium sous la direction de Janusz Opryński. 
De 1998 à 2001, il contribue régulièrement à la revue Na przykład de Lublin. Reconnu pour ses travaux de traducteur, Jan Maria Kłoczowski est l’auteur d’une quarantaine d’ouvrages en traduction (dont de nombreux essais ou articles pour les magazines Zeszyty Literackie, Przegląd Polityczny et Konteksty). Il est notamment le traducteur en Pologne de Marguerite Yourcenar, Emil Cioran, Tzvetan Todorov, Alain Besançon ou bien Patrick Deville, pour n’en citer que quelques-uns. 
Jan Maria Kłoczowski a été membre de l'Association des écrivains polonais de 2006 à 2020. En 2017, il est décoré de l'Ordre des Arts et des Lettres (grade d'officier) par la France. Il est également membre de l'Association des traducteurs littéraires de Pologne (STL), de l'Association pour la promotion de la traduction littéraire (ATLAS) en France ainsi que du Pen Club Pologne.
Nommé en 2023 pour le Prix litteraire Gdynia (pl) (catégorie "traduction") pour la traduction de Stanislas August Poniatowski et l'Europe des Lumières de Jean Fabre.

### Principaux ouvrages en traduction

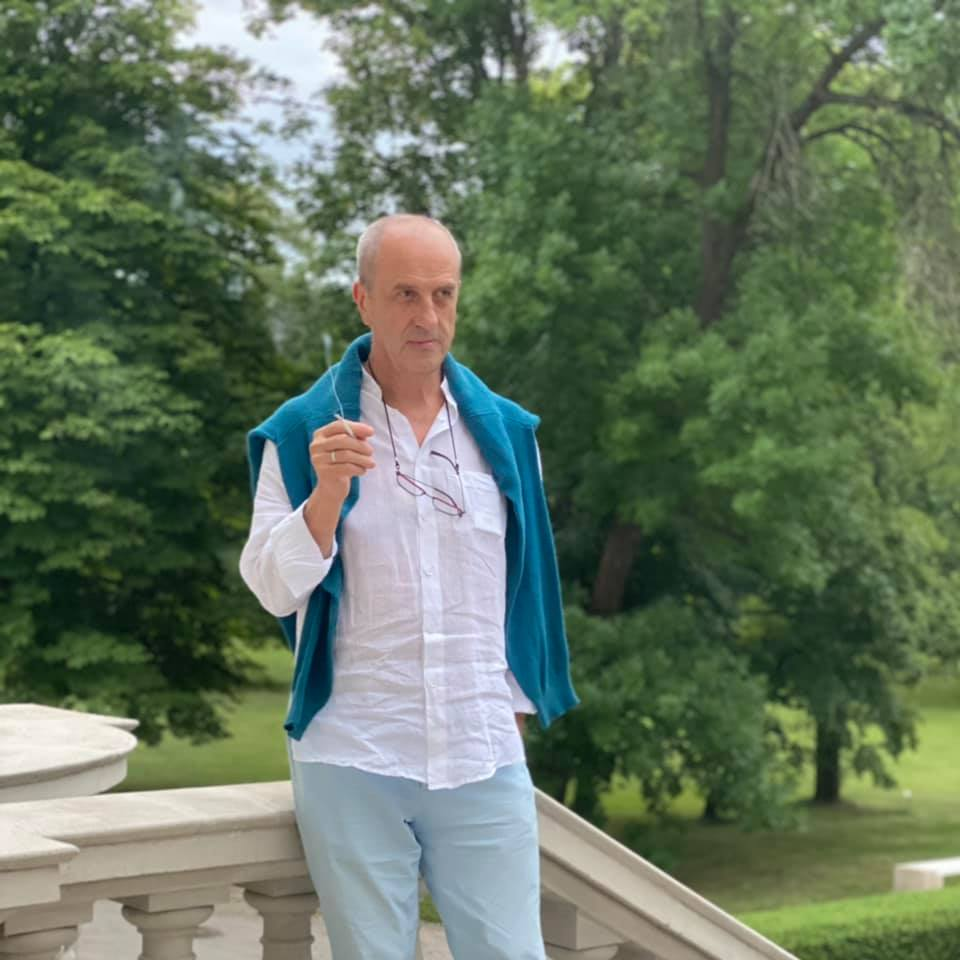
Jan Maria Kłoczowski, Fondation Genshagen (Ludwigsfelde, Allemagne), 2021

- Jean Delumeau, Naissance et affirmation de la Réforme, [Reformy chrześcijaństwa w XVI–XVII w., Warszawa PAX 1986]
- Alain Besançon, La Confusion des langues, [Pomieszanie języków, Oficyna Literacka, Kraków 1989]
- Margueritte Yourcenar, Le cerveau noir de Piranèse, [Czarny mózg Piranesiego, Pavo, Warszawa 1992]
- Hans Bellmer, Petite anatomie de l’image, [Mała anatomia obrazu, MDruk, Lublin 1994]
- Marc Bloch, Les rois thaumaturges, [Królowie cudotwórcy, Volumen, Warszawa 1998]
- Emile Cioran, Exercices d'admiration, [Ćwiczenia z zachwytu, Czytelnik, Warszawa 1998, wyd. 2: Aletheia, Warszawa 2022]
- Jean Verdon, Le plaisir au Moyen-âge, [Przyjemności średniowiecza, Volumen, Warszawa 1998]
- Tzvetan Todorov, Le Jardin imparfait (co-traduction), [Ogród niedoskonały, Czytelnik 2003]
- Pierre Gremion, Intelligence de l'anticommunisme : Le Congrès pour la liberté de la culture à Paris, 1950-1975, [Konspiracja wolności. Kongres Wolności Kultury w Paryżu 1950-1975, PWN Warszawa 2004]
- Jean Pierre Salgas, Witold Gombrowicz ou l'athéisme généralisé, [Gombrowicz lub ateizm integralny, Czytelnik 2005]
- Eric Emmanuel Schmitt, Ma vie avec Mozart, [Moje życie z Mozartem, Znak 2008]
- Balthus, Correspondance amoureuse avec Antoinette de Watteville, [Korespondencja miłosna…, Noir sur Blanc, 2008]
- Jean Clair, Malaise dans les musées, [Kryzys muzeów, słowo/obraz terytoria 2009]
- Eric Emmanuel Schmitt, Ulysse de Bagdad, [Ulisses z Bagdadu, Znak 2010]
- Adam Jerzy Czartoryski, Essai sur la diplomatie, [Rozważania o dyplomacji, Wydawnictwo Literackie, Kraków 2011]
- Alain Finkielkraut, Un cœur intelligent, [Serce rozumiejące, Wydawnictwo UW, Warszawa 2012]
- Alexandra Laignel Lavastine, Esprits d'Europe : autour de Czeslaw Milosz, Jan Patočka et Istvan Bibo, [Duchy Europy, Wyd. Pogranicze 2014
- Patrick Deville, Peste & Cholera, [Dżuma & Cholera, Noir sur Blanc 2014]
- Patrick Deville, Taba Taba, [Taba Taba, Noir sur Blanc, 2020]
- Nathalie Heinich, La Sociologie à l'épreuve de l'art, entretiens avec Julien Ténédos, [Sztuka jako wyzwanie dla socjologii, słowo obraz terytoria Gdańsk 2019]
- Phlippe Lançon, Le Lambeau, [Strzęp, Noir sur Blanc, Warszawa 2022]
- Jean Fabre, Stanislas August Poniatowski et l'Europe des Lumières, [Stanisław August Poniatowski i Europa Wieku Świateł, Wyd. Łazienki Królewskie , Warszawa 2022]
- Pierre Nora, Entre mémoire et l'histoire. Choix de textes [Między pamięcią a historią, słowo/obraz terytoria Gdańsk 2023]
- Patrick Deville, Fenua [Noir sur Blanc, Warszawa 2023]
- Philippe Jaccottet, Le dernier livre de Madrigaux [Ostatnia księga Madrygałów oraz inne wiersze i prozy, PIW, Warszawa 2023]
- Déborah Heissler, Sorrowful Songs [PIW, Warszawa 2023]
- Antoine Compagnon, L'été avec Montaigne [Lato z Montaigne'em, Noir sur Blanc, Warszawa 2024]

### Poésie
- Pomiędzy, Verset 2001
- Oczy czasu, Verset 2007

### Non-fiction
- Pani na Bogdanach, Biblioteka Więzi, Warszawa 2021

- Świetlisty sen. Szkice śródziemnomorskie, Austeria, Kraków 2022